# Dead Poet Society
Dead Poet Society ist eine US-amerikanische Alternative-Rock-Band aus Los Angeles.

## Geschichte
Die Band wurde im Jahre 2013 am Berklee College of Music in Boston gegründet und bestand aus dem Sänger und Gitarristen Jack Underkofler, dem Gitarristen Jack Collins, dem Bassisten Nick Taylor und dem Schlagzeuger Will Goodroad. Die Band benannte sich nach dem Film Der Club der toten Dichter, der im englischen Original Dead Poets Society heißt. Laut dem Gitarristen Jack Collins ist der Name aber keine Referenz an den Film, sondern war eher eine „blöde Idee“. Es musste schnell ein Name gefunden werden, da die Band zwei Tage nach der Gründung bereits ihr erstes Konzert spielte. In den Anfangsjahren erarbeitete sich die Band laut Jack Underkofler den Ruf, „die schlechteste Band der Schule zu sein“.
Die Band veröffentlichte noch im Gründungsjahr zwei EPs, bevor der Bassist Nick Taylor durch Dylan Brenner ersetzt wurde. In der neuen Besetzung wurden zwei weitere EPs veröffentlicht. Im Jahre 2016 hatten alle Bandmitglieder ihr Studium erfolgreich abgeschlossen und die Musiker zogen daraufhin nach Los Angeles. Es folgten einige kleinere Tourneen in den USA und Mexiko, bevor die Band für Badflower eröffnete. Dead Poet Society wurden schließlich von Spinefarm Records unter Vertrag genommen und veröffentlichten am 12. März 2021 ihr Debütalbum -!-, welches auch als The Exclamation Album bekannt ist. Im Sommer 2021 spielte die Band auf den Reading and Leeds Festivals, dem Full Force, Louder Than Life und Welcome to Rockville. Im Frühjahr 2022 tourten Dead Poet Society zusammen mit Tetrarch im Vorprogramm von Sevendust. Es folgten Auftritte beim Download-Festival und Pinkpop im Sommer sowie eine Tour mit Highly Suspect.
Im Herbst 2023 spielte die Band eine US-Tour mit Hyro the Hero, Post Profit und dem Headliner Nothing More. Anschließend nahm die Band ihr zweites Studioalbum Fission auf, welches am 26. Januar 2024 erschien.

## Stil
Liam Martin vom Onlinemagazin Allmusic beschrieb die Musik von Dead Poet Society and emotionell-aufgeladene Mischung aus dunkelen Alternative Rock und progressiver Indie-Musik. Zu den Haupteinflüssen gehören Bands und Künstler aus verschiedenen Genres, wie Coldplay, Led Zeppelin, St. Vincent und Tyler, the Creator. Eine Besonderheit der Band ist, dass sie bundlose Gitarren und Bässe verwendet. Sänger Jack Underkofler nennt Coldplay, Jack Jones und John Mayer als Haupteinflüsse auf seinen Gesang. Dazu nannte er Myles Kennedy von der Band Alter Bridge, der ein großer Einfluss war als er lernte, wie man zu Rockmusik singt.
Johannes Pälchen vom deutschen Magazin Visions bezeichnete in seiner Besprechung des Albums Fission „den vielschichtigen und groovigen Sound, der hinter seinen offensichtlichen Bezügen zu Bands wie Muse oder Royal Blood eine Bandbreite an Einflüssen verbindet, die von Indiepop bis Metal reichen und ebenso druckvoll wie eingängig sein können“ als „größten Pluspunkt“ der Band. Konstantin Michaely vom deutschen Magazin Metal Hammer schrieb über das gleiche Album, dass die Band „einen leicht zugänglichen und dennoch vielschichtigen Alternative-Rock-Sound präsentiert“, der „auf moderne Art und Weise in eine ähnliche Kerbe wie Royal Blood, Muse oder Queens of the Stone Age schlägt“.

## Diskografie
Alben
- 2021: -!-
- 2024: Fission

EPs
- 2013: Haviland
- 2013: Weapons
- 2015: Axiom
- 2016: Dempsey

Musikvideos
- 2016: Lo Air
- 2016: Animation
- 2017: Bacalar
- 2017: Under My Skin
- 2018: American Blood
- 2019: Swvrm
- 2020: In Too Deep
- 2020: Coda
- 2021: I Never Loved Myself Like I Loved You
- 2022: Salt
- 2023: Running in Circles / Hurt
- 2023: I Hope You Hate Me
- 2023: How Could I Love You?
- 2024: My Condition
- 2025: Hurt (feat. The Warning)